# Jetset
Jetset oder Jet Set bezeichnet gewöhnlich eine internationale Gesellschaftsschicht, zu der auch die Jungreichen (Yuppies) zu zählen sind, die über genügend Geld verfügt, um sich (mittels eines Flugzeugs) häufig an exklusiven internationalen Orten zu treffen, zu denen die meisten Menschen keinen Zugang haben.

## Geschichte
Der Begriff leitet sich von einem Lebensstil ab, bei dem mit dem Flugzeug (Jet) in schneller Folge zwischen den schönsten, angesagtesten oder exotischsten Plätzen der Welt gewechselt wird. Der Ausdruck entstand zu einer Zeit, als Flugpreise extrem hoch und für Durchschnittsverdiener kaum erschwinglich waren. Der Eintritt in diese Partyszene unterliegt jedoch keinen elitären Voraussetzungen wie bei der High Society.
Die Geschichte des Begriffs lässt sich auf die Einführung spezieller „Jet“-Linienflüge ab den 1950er-Jahren zurückführen. Bis zu jener Zeit existierte der Begriff „café society“, der in ganz ähnlicher Weise auf einen Lebensstil Bezug nahm, bei dem es sich reiche Personen leisten konnten, zwischen solchen Orten hin- und herzureisen. Schon diese nutzten die Dienste der in den 1930er- und 1940er-Jahren entstandenen Fluggesellschaften, damals noch mit Propellermaschinen. Die für den militärischen Einsatz entwickelten und deutlich schnelleren Düsenflugzeuge waren für den normalen Passagierbetrieb anfangs zu teuer; die BOAC erkannte jedoch einen besonderen Bedarf: Sie richtete beginnend am 2. Mai 1952 die erste Route mit der De Havilland Comet zwischen London und New York City ein und kurz darauf nach Paris, Rom und Los Angeles. Das Angebot erweiterte sich schnell, wobei neben den Geschäftszentren mehr und mehr Flugziele aufgenommen wurden, die Strände und Partyleben versprachen – zu den klassischen Zielen der Society wie Bermuda, Cannes, Saint-Tropez, Portofino, St. Moritz, Gstaad traten weitere wie Acapulco, Nassau und Huntington Hartfords neues Paradise Island (ab 1962) hinzu, sowie Capri und kleinere Ortschaften an der Riviera. Ab 1974 konnten auch viele griechische Inseln wie Mykonos direkt angeflogen werden – „Jetset“ wurde lange auf dieses Liniennetz bezogen. Heutzutage sind Düsenflugzeuge der Standard für den allgemeinen Passagierverkehr, sodass Jetset eher eine soziale Gruppe meint, die sich Luxusreisen oder Privatflugzeuge leisten kann, um sich an den verschiedensten und meist exotischen Plätzen weltweit zu treffen. Dabei ist heute das Ziel beinahe frei wählbar, anders als in den ersten Jahrzehnten des Jetsets. In den 1970er-Jahren war Saint-Florent ein Ort des Jetsets.
Schon in der Anfangszeit der Begriffsverwendung bezog man sich auf jene Prominente (Playboys, Künstler, Kreative, Schriftsteller, Adelige und Reiche), die keinen schüchternen Umgang mit öffentlichen Medien haben – es entstanden Paparazzi und Boulevardblätter, die manches (tatsächlich geschehene oder Inszenierte) aus dem Leben der Reichen und Schönen veröffentlichten. Das schnelle Leben im Wechsel zwischen Paris und Rom fasste im öffentlichen Bewusstsein Fuß und wurde 1960 von Federico Fellinis La dolce vita filmisch aufgegriffen. Wer den Begriff erfand ist unklar; nachweislich verbreitet wurde er zuerst durch Igor Cassini in seinen Kolumnen für Blätter der Hearst-Verlagsgesellschaften.
Während in den 1970er-Jahren das Jet-Set-Phänomen schwand, schuf die Concorde eine neue Möglichkeit zum besonders schnellen Ortswechsel. Das Liniennetz dieses Überschallflugzeugs blieb aber auf wenige Linien beschränkt. Ab dem 21. Januar 1976 gab es die Routen London–Bahrain und Paris–Rio de Janeiro (via Dakar); ab November 1977 flog sie regelmäßig nach London, Paris oder New York. Überschall gab einen neuen Schub für den Jetset („From rock stars to royalty, the Concorde was the way to travel for the jet set“ – NOVA), jedoch wurden die Concorde-Flüge 2003 eingestellt.
Der Begriff Jetset wurde in einige Sprachen übernommen; viele Sprachen haben eigene Begriffe für diesen Lebensstil, etwa „wa-Benzi“ (Benz-Leute) in Zentralafrika.

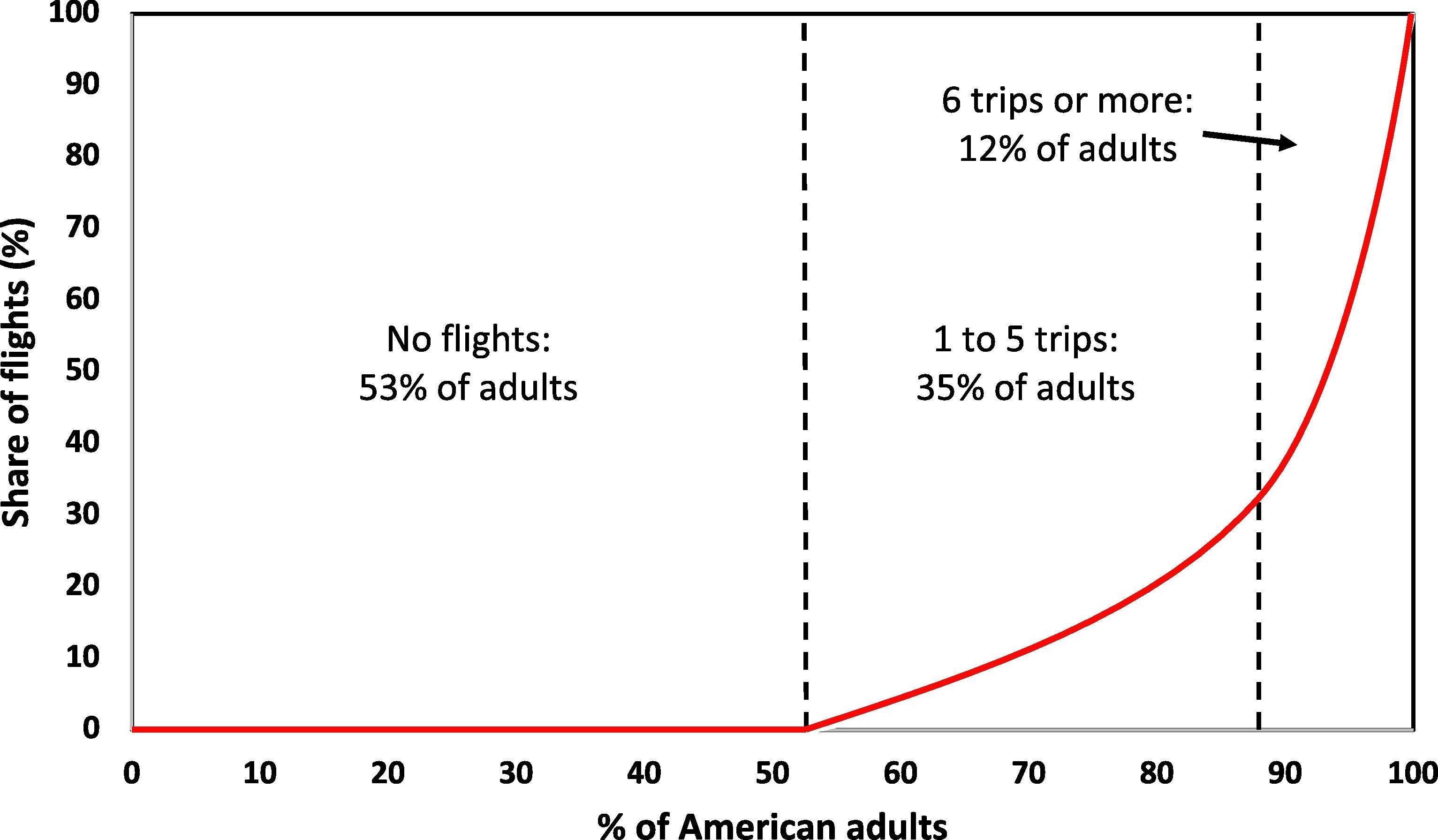
Anteil der volljährigen US-Bevölkerung am Gesamtflugverkehr: 10 Prozent der Flieger sind für 70 Prozent der Flüge verantwortlich.

Der Lebensstil des Jetsets wird in der Debatte um die Klimakrise zunehmend für den damit verbundenen CO2-Ausstoß kritisiert. Eine Untersuchung der Universität Lund zum Thema Superemittenten wies bspw. dem Unternehmer Bill Gates alleine für 2017 nach, dass er in dem Jahr 59 Flüge im Privatjet unternahm und über 200.000 Flugmeilen geflogen ist; ähnliche Werte erreichte die als It-Girl bekannt gewordene Unternehmerin Paris Hilton. Dies entspricht für Gates einem jährlichen CO2-Ausstoß in Höhe von 1600 Tonnen. Sein flugreisenbedingter CO2-Ausstoß entspricht somit dem CO2-Ausstoß von etwa 10.000 durchschnittlichen Personen und verschuldet laut MCC etwa 0,5 Tote durch Klimafolgen. Bill Gates kommentierte das Ausmaß seiner Flugreisen als „schuldiges Vergnügen“ („guilty pleasure“).